# Spárové lezení

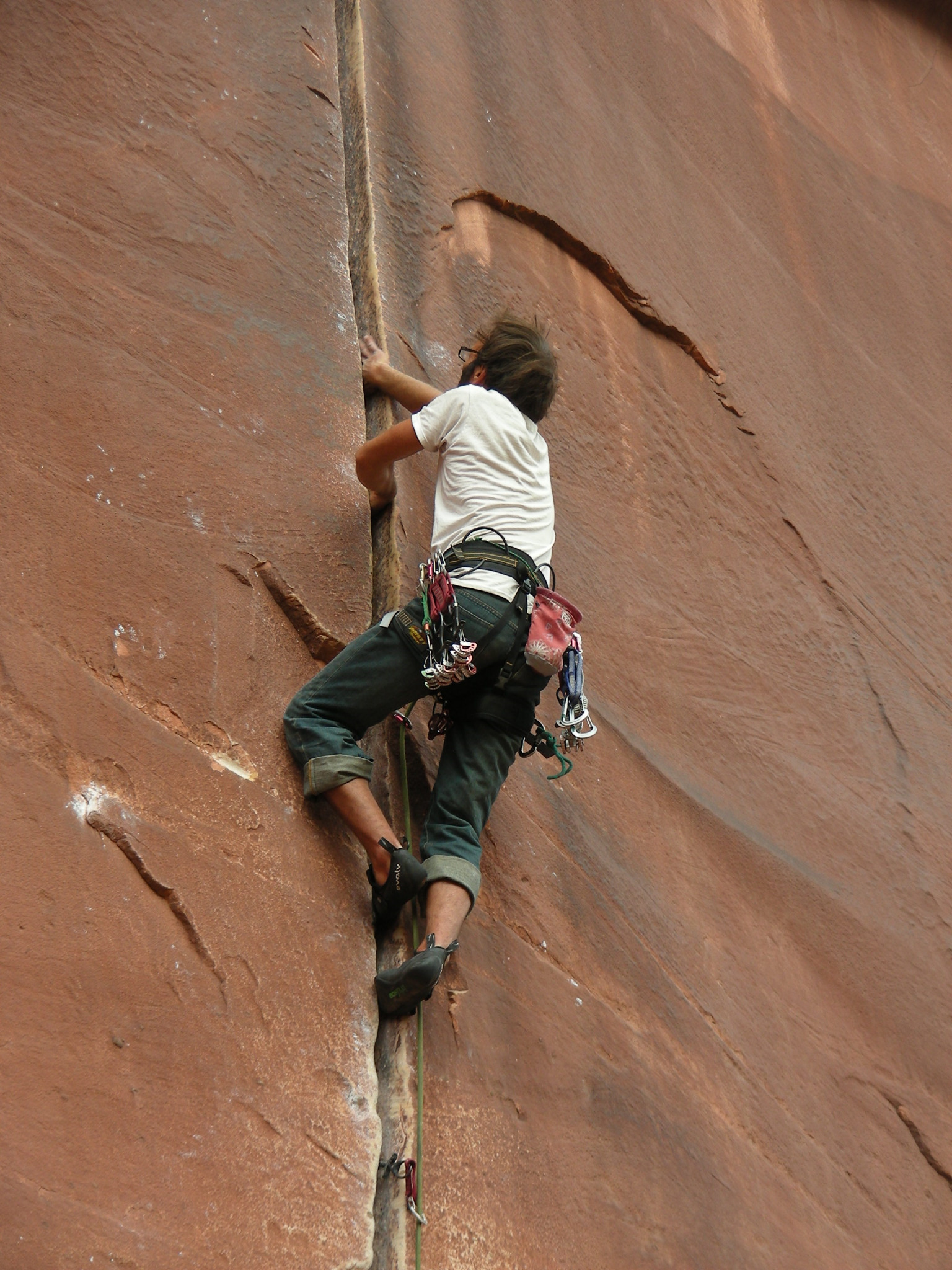
Horolezec postupuje ruční spárou na žábu. Supercrack v Indian Creek

Spárové lezení je souhrn technik horolezectví, kdy se horolezec snaží překonat jinak neprostupnou část stěny puklinou - spárou nejrůznějších šířek speciální technikou, která v některých případech vyžaduje i značnou sílu.  

## Druhy spár
Spáry dělíme podle toho, jak jsou široké. Nejužší lezitelné spáry jsou spáry prstové. Jmenují se tak proto, že se do nich vejdou sotva prsty a úchop se provádí zalomením všech prstů kromě palce. Tato technika je velmi bolestivá a namáhavá. Další, a oblíbený rozměr spáry je o něco širší, jde do ní konkrétně vpravit celé zápěstí, popř. část chodidla na zalomení.
Do této spáry se používá úchop např. žabka nebo pěst. Širší spáry jsou už na půlku těla, např. chyty na klíč. Spáry mohou mít i rozměry něco mezi, jsou ovšem mnohem hůř lezitelné. Některé spáry s ostrým okrajem, hlavně koutové, lze lézt také na sokolíka.

## Zaklínění rukou
Ve spáře se podle šířky používají různé způsoby zaklínění rukou. U prstových spár jde o ohnutí prostředníčku v opravdu zúženém místě prstové spáry u těch nejužších. Tato technika je využívána například v jedné pasáži cesty Cobracrack (5.14). Prstové spáry se jinak běžně lezou zaklíněním prstů buď palcem dolů, nebo nahoru. V ručních spárách se používá úchop na žábu, při kterém se vtlačením maximálně ohnutého palce do dlaně a tlakem prstů proti hřbetu ruky docílí požadované zaklínění ve spáře. Když je spára širší, ohýbají se prsty stále více. Je-li spára tak široká, že nelze žábu zaklínit, použije se pěst. Pěsti se zakliňují do širších spár tím, že se ruka ve spáře jednoduše zatne do pěsti a to u užších svisle, širších vodorovně. Širší spárokomíny vyžadují techniku, která ohybem ruky v lokti zajistí zaklínění i v takto širokém útvaru. Širší spáry, neboli komíny už vyžadují komínovou techniku, která spočívá v protitlaku nohou a zad. Ve spárách se běžně používají spárařské rukavice, které zmírňují bolest. Rukavice se také mohou nahradit oblepení rukou tejpovací páskou. Tejpovačka je tenčí, ale hůř se instaluje a po sundání jsou ruce olepené. Spárové rukavice přidají ruce na tloušťce kolem 3 milimetrů, což může být někdy výhodné, někdy ne.

## Zaklínění nohou
Pro úspěšný postup spárou je dobré zaklínění nohou základním předpokladem. U nejtenčích prstových spár není zaklínění špičky často vůbec možné, proto jsou velmi namáhavé, zvlášť pokud jsou kolmé nebo převislé. Pro prstové spáry jer potřeba mít lezečky s nízkou špičkou. U ručních spár se zaklíní špička, nebo celé chodidlo, po vsunutí nohy je třeba chodidlo pootočit aby se dosáhlo maximální zaklínění. Do širokých spár na pěst se vejde třeba i kotník. V ještě širších spárách se musí noha natáčet aby došlo k zaklínění špičky proti patě na druhé straně spáry, nebo si lze pomoci postavením chodidel do písmene T, důležité je v širších spárách i zaklínění kolena a správné postavení nohou.

## Spáry u nás
Za spárařskou mekku lze považovat Adršpach. Mezi nejznámější patří: Papouščí spára (VIIc), Spára na Daliborku, Smitkova spára na Rakev v Příhrazích a jiné. Tyto cesty jsou v pískovcích.

## Spáry ve světě
Asi nejsouvislejší, 100 metrů dlouhá spára Supercrack (5.9) se nachází v americkém Indian creek (obrázek). Mnoho spár nejrůznějších šířek je v Tuolumne Meadows a Yosemitském údolí v Yosemitském národním parku. Zde se nachází i pověstná stropní spára Separate Reality. 